# 2006年アメリカグランプリ
2006年アメリカグランプリ (XXXV Vodafone United States Grand Prix) は、2006年F1世界選手権の第10戦として、2006年7月2日にインディアナポリス・モーター・スピードウェイで開催された。
フェラーリのミハエル・シューマッハがシーズン3勝目を挙げ、フェルナンド・アロンソの連勝を4でストップさせた。チャンピオンシップのポイント差も19まで縮める。シューマッハのチームメイト、フェリペ・マッサが2位に入り、フェラーリのルノーに対する差も26に縮小した。

## 概要

### 予選
ミハエル・シューマッハとフェリペ・マッサがルノーのジャンカルロ・フィジケラおよびホンダのルーベンス・バリチェロを抑え、フェラーリがフロントローを独占した。ヤルノ・トゥルーリの車はパルクフェルメで修理の途中であった。そのためトゥルーリはピットスタートとなった。ニコ・ロズベルグは予選セッションで信号を無視したため、ペナルティを科されガレージで重量測定が行われた。FIAはロズベルグの予選タイムを取り消し、21番手からのスタートとなった。トロロッソのヴィタントニオ・リウッツィはエンジンを交換し、20番手からのスタートとなった。

### レース
レースは第1コーナーでの2つの大きなクラッシュから始まった。このアクシデントで7台がリタイアする。ターン1でマーク・ウェバーがクリスチャン・クリエンと接触、クリエンはスピンしフランク・モンタニーと接触、コースアウトした。ターン2でファン・パブロ・モントーヤがチームメイトのキミ・ライコネンと接触する。モントーヤは次にジェンソン・バトンと衝突、右フロントタイヤがBMWザウバーのニック・ハイドフェルドに接触した。モントーヤはまたトロロッソのスコット・スピードにもぶつかった。これらのアクシデントでも負傷した者はいなかった。アクシデント後も順位は変わらなかったが、唯一のバトルがデヴィッド・クルサード、ニコ・ロズベルグ、ヴィタントニオ・リウッツィの間で行われた。ロズベルグが争いに敗れ、完走したドライバーの中で唯一無得点となった。また、リウッツィはトロロッソに初のポイントをもたらした。モントーヤはレース後にチームを離れ、2007年シーズンはアーンハート・ガナッシ・レーシングからNASCARに参戦することを発表した。

## 予選
From :
| 順位 | 国籍               | ドライバー                 | チーム                  | Q3       | Q2       | Q1       |
| ---- | ------------------ | -------------------------- | ----------------------- | -------- | -------- | -------- |
| 1    | ドイツの旗         | ミハエル・シューマッハ     | フェラーリ              | 1:10.832 | 1:10.636 | 1:11.588 |
| 2    | ブラジルの旗       | フェリペ・マッサ           | フェラーリ              | 1:11.435 | 1:11.146 | 1:11.088 |
| 3    | イタリアの旗       | ジャンカルロ・フィジケラ   | ルノー                  | 1:11.920 | 1:11.200 | 1:12.287 |
| 4    | ブラジルの旗       | ルーベンス・バリチェロ     | ホンダ                  | 1:12.109 | 1:11.263 | 1:12.156 |
| 5    | スペインの旗       | フェルナンド・アロンソ     | ルノー                  | 1:12.449 | 1:11.877 | 1:12.416 |
| 6    | カナダの旗         | ジャック・ヴィルヌーヴ     | BMWザウバー             | 1:12.479 | 1:11.724 | 1:12.114 |
| 7    | イギリスの旗       | ジェンソン・バトン         | ホンダ                  | 1:12.523 | 1:11.865 | 1:12.238 |
| 8    | ドイツの旗         | ラルフ・シューマッハ       | トヨタ                  | 1:12.795 | 1:11.673 | 1:11.879 |
| 9    | フィンランドの旗   | キミ・ライコネン           | マクラーレン-メルセデス | 1:13.174 | 1:12.135 | 1:12.777 |
| 10   | ドイツの旗         | ニック・ハイドフェルド     | BMWザウバー             | 1:15.280 | 1:11.718 | 1:11.891 |
| 11   | コロンビアの旗     | ファン・パブロ・モントーヤ | マクラーレン-メルセデス |          | 1:12.150 | 1:12.477 |
| 12   | オーストラリアの旗 | マーク・ウェバー           | ウィリアムズ-コスワース |          | 1:12.292 | 1:12.935 |
| 13   | アメリカ合衆国の旗 | スコット・スピード         | トロ・ロッソ-コスワース |          | 1:12.792 | 1:13.167 |
| 14   | オランダの旗       | クリスチャン・アルバース   | MF1-トヨタ              |          | 1:12.854 | 1:12.711 |
| 15   | ポルトガルの旗     | ティアゴ・モンテイロ       | MF1-トヨタ              |          | 1:12.864 | 1:12.627 |
| 16   | オーストリアの旗   | クリスチャン・クリエン     | レッドブル-フェラーリ   |          | 1:12.925 | 1:12.773 |
| 17   | イギリスの旗       | デヴィッド・クルサード     | レッドブル-フェラーリ   |          |          | 1:13.180 |
| 18   | 日本の旗           | 佐藤琢磨                   | スーパーアグリ-ホンダ   |          |          | 1:13.496 |
| 19   | ドイツの旗         | ニコ・ロズベルグ           | ウィリアムズ-コスワース |          |          | 1:13.506 |
| 20   | イタリアの旗       | ヤルノ・トゥルーリ         | トヨタ                  |          |          | 1:13.787 |
| 21   | イタリアの旗       | ヴィタントニオ・リウッツィ | トロ・ロッソ-コスワース |          |          | 1:14.041 |
| 22   | フランスの旗       | フランク・モンタニー       | スーパーアグリ-ホンダ   |          |          | 1:16.036 |

## 結果

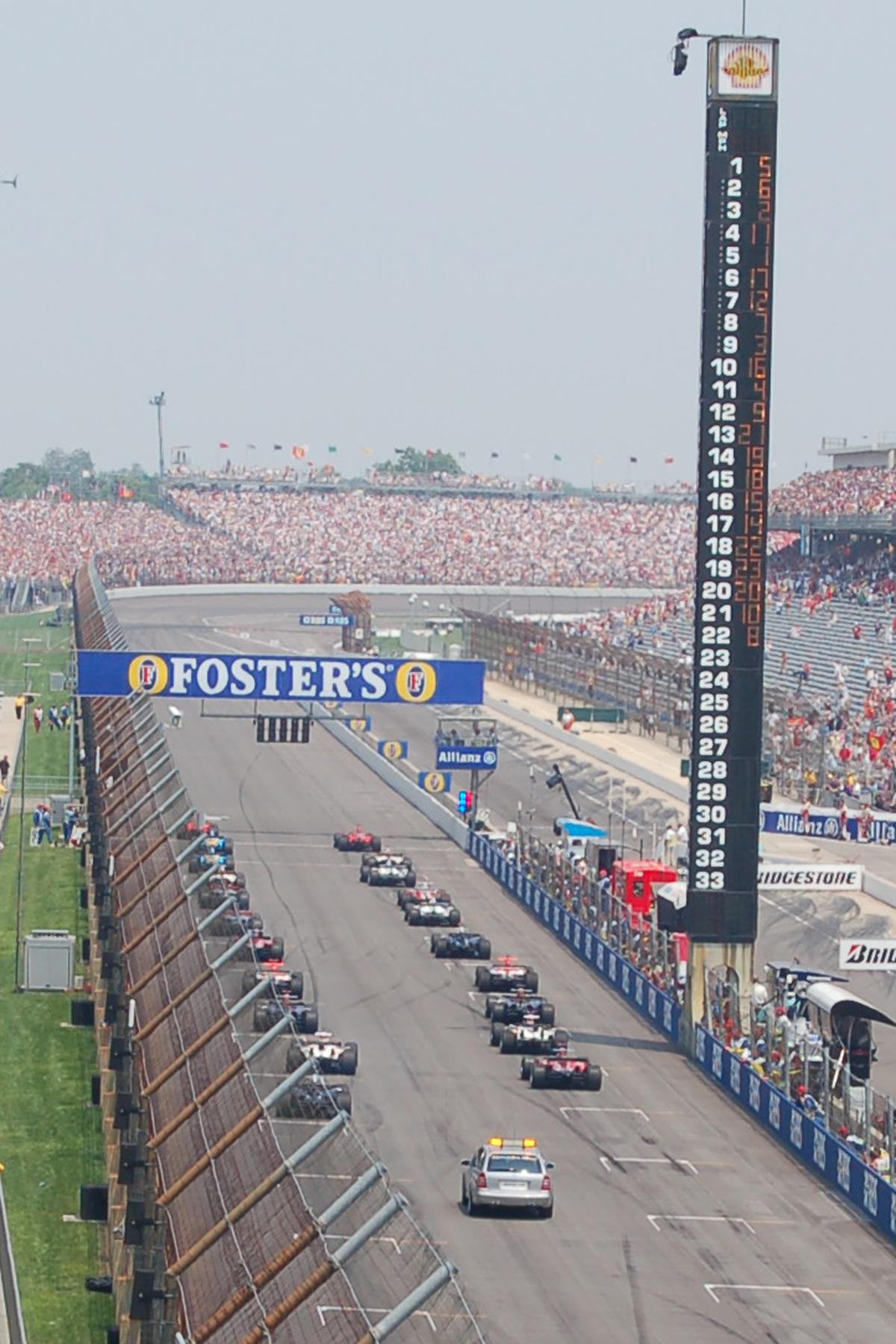
レースのスタート

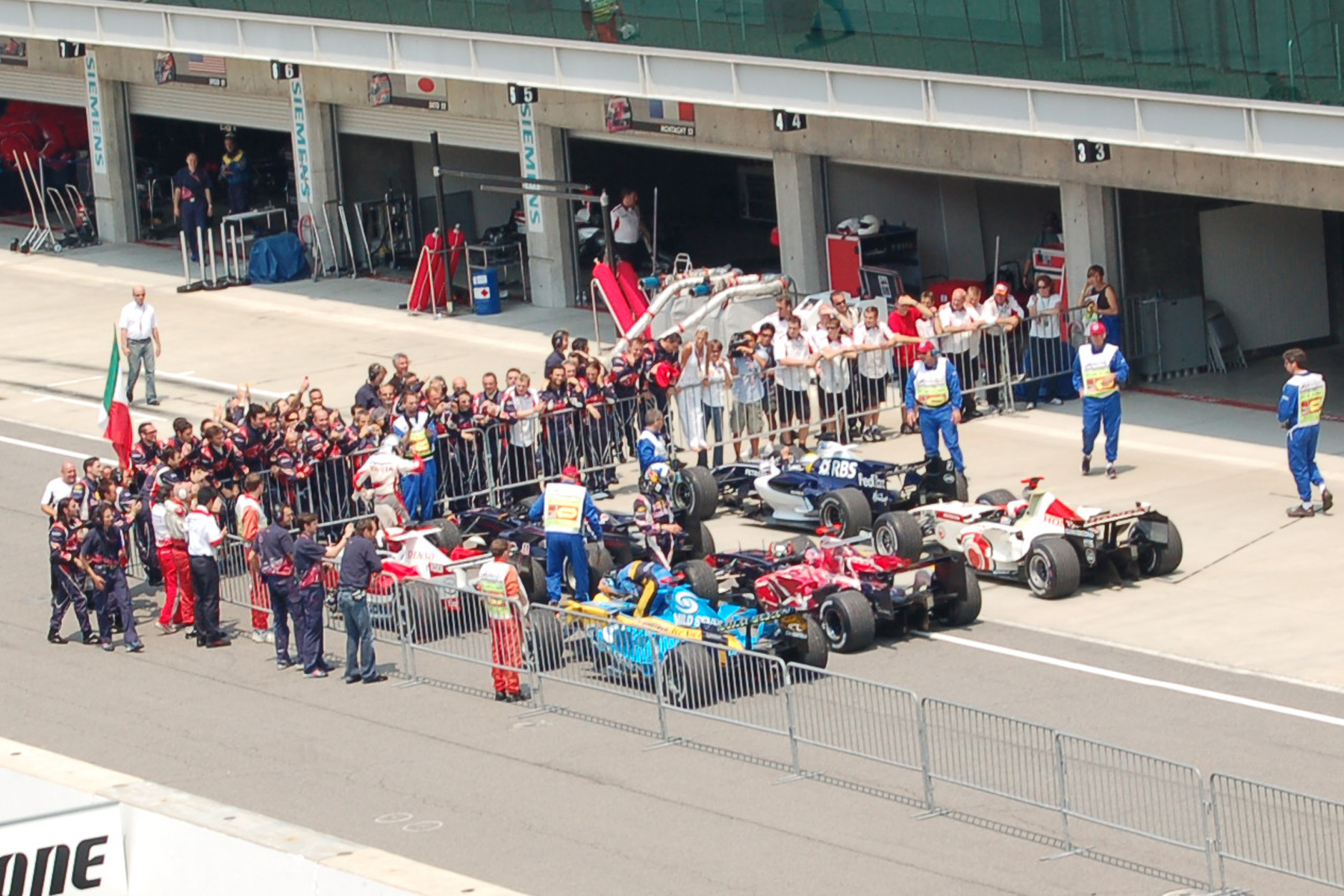
レース後の車両

From :
| 順位     | No | 国籍               | ドライバー                 | チーム                  | 周回 | タイム             | グリッド | ポイント |
| -------- | -- | ------------------ | -------------------------- | ----------------------- | ---- | ------------------ | -------- | -------- |
| 1        | 5  | ドイツの旗         | ミハエル・シューマッハ     | フェラーリ              | 73   | 1:34:35.199        | 1        | 10       |
| 2        | 6  | ブラジルの旗       | フェリペ・マッサ           | フェラーリ              | 73   | +7.984             | 2        | 8        |
| 3        | 2  | イタリアの旗       | ジャンカルロ・フィジケラ   | ルノー                  | 73   | +16.595            | 3        | 6        |
| 4        | 8  | イタリアの旗       | ヤルノ・トゥルーリ         | トヨタ                  | 73   | +23.604            | 22       | 5        |
| 5        | 1  | スペインの旗       | フェルナンド・アロンソ     | ルノー                  | 73   | +28.410            | 5        | 4        |
| 6        | 11 | ブラジルの旗       | ルーベンス・バリチェロ     | ホンダ                  | 73   | +36.513            | 4        | 3        |
| 7        | 14 | イギリスの旗       | デヴィッド・クルサード     | レッドブル-フェラーリ   | 72   | +1 lap             | 17       | 2        |
| 8        | 20 | イタリアの旗       | ヴィタントニオ・リウッツィ | トロ・ロッソ-コスワース | 72   | +1 lap             | 20       | 1        |
| 9        | 10 | ドイツの旗         | ニコ・ロズベルグ           | ウィリアムズ-コスワース | 72   | +1 lap             | 21       |          |
| リタイヤ | 7  | ドイツの旗         | ラルフ・シューマッハ       | トヨタ                  | 62   | ホイールベアリング | 8        |          |
| リタイヤ | 19 | オランダの旗       | クリスチャン・アルバース   | MF1-トヨタ              | 37   | トランスミッション | 14       |          |
| リタイヤ | 17 | カナダの旗         | ジャック・ヴィルヌーヴ     | BMWザウバー             | 23   | エンジン           | 6        |          |
| リタイヤ | 18 | ポルトガルの旗     | ティアゴ・モンテイロ       | MF1-トヨタ              | 9    | 接触 ダメージ      | 15       |          |
| リタイヤ | 22 | 日本の旗           | 佐藤琢磨                   | スーパーアグリ-ホンダ   | 6    | 接触               | 18       |          |
| リタイヤ | 12 | イギリスの旗       | ジェンソン・バトン         | ホンダ                  | 3    | 接触 ダメージ      | 7        |          |
| リタイヤ | 3  | フィンランドの旗   | キミ・ライコネン           | マクラーレン-メルセデス | 0    | 接触               | 9        |          |
| リタイヤ | 16 | ドイツの旗         | ニック・ハイドフェルド     | BMWザウバー             | 0    | 接触               | 10       |          |
| リタイヤ | 4  | コロンビアの旗     | ファン・パブロ・モントーヤ | マクラーレン-メルセデス | 0    | 接触               | 11       |          |
| リタイヤ | 9  | オーストラリアの旗 | マーク・ウェバー           | ウィリアムズ-コスワース | 0    | 接触               | 12       |          |
| リタイヤ | 21 | アメリカ合衆国の旗 | スコット・スピード         | トロ・ロッソ-コスワース | 0    | 接触               | 13       |          |
| リタイヤ | 15 | オーストリアの旗   | クリスチャン・クリエン     | レッドブル-フェラーリ   | 0    | 接触               | 16       |          |
| リタイヤ | 23 | フランスの旗       | フランク・モンタニー       | スーパーアグリ-ホンダ   | 0    | 接触               | 19       |          |

## 第10戦終了時点でのランキング
| 順位 | ドライバー               | ポイント |
| ---- | ------------------------ | -------- |
| 1    | フェルナンド・アロンソ   | 88       |
| 2    | ミハエル・シューマッハ   | 69       |
| 3    | ジャンカルロ・フィジケラ | 43       |
| 4    | キミ・ライコネン         | 39       |
| 5    | フェリペ・マッサ         | 36       |

| 順位 | コンストラクター        | ポイント |
| ---- | ----------------------- | -------- |
| 1    | ルノー                  | 131      |
| 2    | フェラーリ              | 105      |
| 3    | マクラーレン-メルセデス | 65       |
| 4    | ホンダ                  | 32       |
| 5    | BMWザウバー             | 19       |

- 注：ドライバー、コンストラクター共にトップ5のみ表示。

## 参照
1. ↑  “Montoya to NASCAR!”. GrandPrix.com. (2006年7月9日) 2006年8月10日閲覧。
2. ↑  Domenjoz, Luc et al.. Formula One Yearbook 2006-2007. Chronosports S.A.. p. 144. ISBN 2-84707-110-5
3. 1 2 3  Domenjoz, Luc et al.. Formula One Yearbook 2006-2007. Chronosports S.A.. p. 87. ISBN 2-84707-110-5